# シネリーブル
シネリーブル (CINE LIBRE) は、日活が所有し、テアトルシネマグループが運営するシネマコンプレックスとミニシアター系の映画館である。
元はナムコ傘下で経営再建中であった日活が新たに展開した映画館で、同社直営施設であったが、2009年に東京テアトルと業務提携。東京テアトルへ施設を賃借し、運営を全面委託する形となった（施設は日活が継続保有）。劇場自体の公式サイトは東京テアトルに統合されている。

## 沿革
- 1999年5月1日：シネリーブル博多駅を開業。
- 2000年4月29日：シネリーブル池袋を開業。
- 2000年12月23日：シネリーブル梅田を開業[1]。
- 2001年9月15日：シネリーブル神戸を開業。
- 2008年12月19日：東京テアトルと3年間の契約による劇場の運営業務を締結[2]（翌年4月1日より開始）。
- 2011年5月13日：シネリーブル博多駅の営業を終了。
- 2011年6月17日：東日本大震災で被災し休館中だったシネリーブル千葉ニュータウンの運営終了を発表[3]。
- 2014年3月1日：前日をもって閉館した梅田ガーデンシネマ（2スクリーン）を、シネリーブル梅田のスクリーンとして統合してオープン。
- 2017年11月3日：同年7月をもって一時休館した神戸朝日ホールを、シネリーブル神戸のアネックスとして営業開始[4]。
- 2020年10月18日：シネリーブル神戸アネックスの営業を終了[5]。
- 2024年4月19日：シネリーブル梅田を「テアトル梅田」（二代目）に改称[6]。これによりシネリーブルを冠した映画館は池袋と神戸の2サイトのみとなる。

## 劇場

### 関東
シネ・リーブル池袋
東京都豊島区西池袋・メトロポリタンプラザ8階<2スクリーン、310席>
こけら落としが『マーシャル・ロー』（エドワード・ズウィック監督）と『現実の続き夢の終わり』（水野美紀主演）だったように、ロードショー作品とミニシアター向け作品を交互に上映していたが、東京テアトルへの移管後、2011年5月29日にテアトルダイヤが閉館して以降は、池袋唯一のテアトル直営館となった。
- シアター1：180席
- シアター2：130席

### 近畿
シネ・リーブル神戸
兵庫県神戸市中央区・神戸朝日ビル地下1階<3スクリーン、322席>
1994年に再建した神戸朝日ビル地下の多目的ホール跡地に新設された映画館。2017年から2020年まで、神戸朝日ホール（505席）を先述のアネックスとして営業していた。
- シアター1：141席
- シアター2：79席
- シアター3：102席

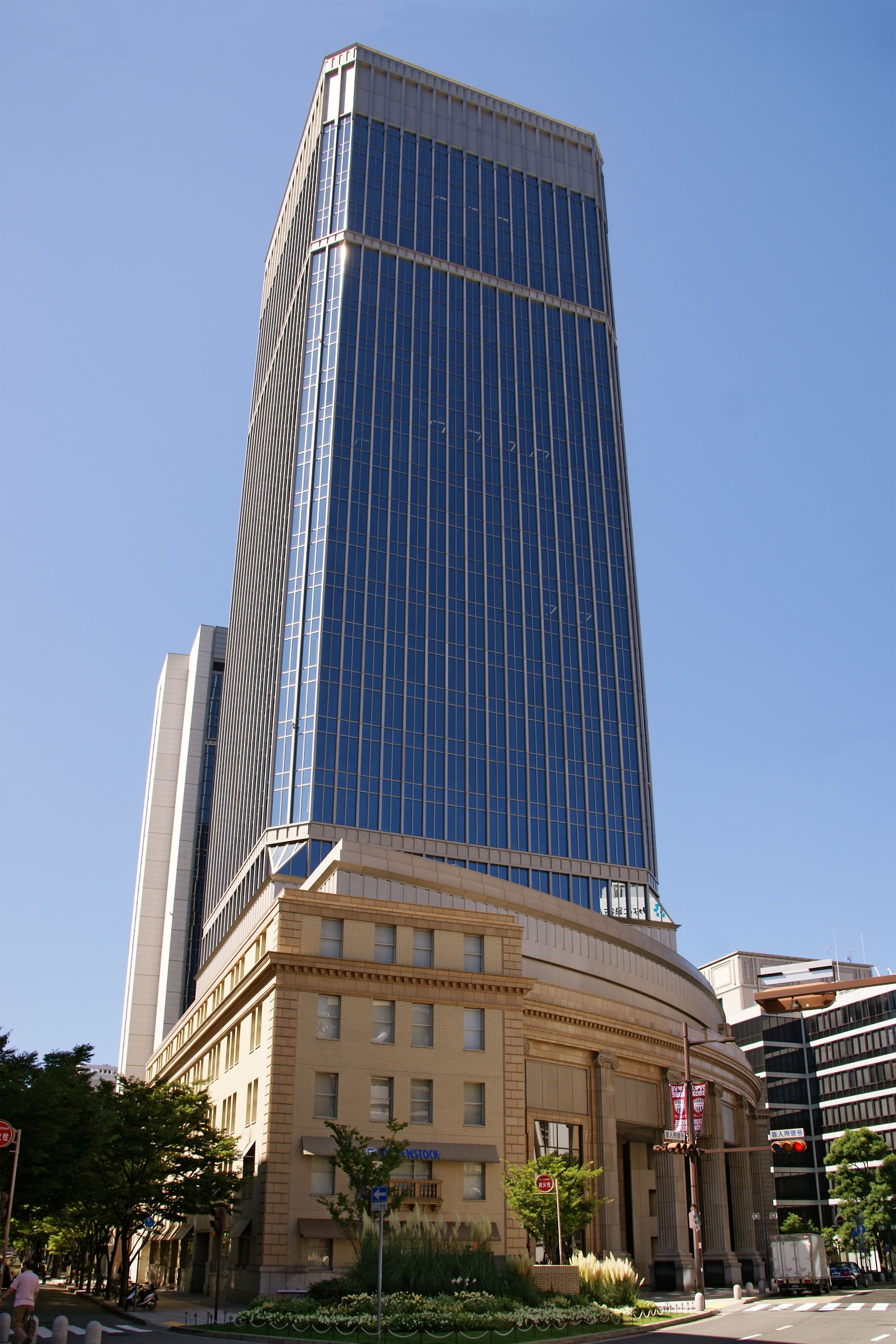
シネ・リーブル神戸がある神戸朝日ビルディング

## かつて存在した施設
シネ・リーブル博多駅
- 福岡県福岡市博多区・博多バスターミナル7階<1999年5月1日開館・2011年5月13日閉館>
  - シアター1：80席
  - シアター2：57席

シネリーブル千葉ニュータウン
- 千葉県印西市<2005年8月6日開館・2011年3月11日休館、前述の通りその後再開断念>
  - 10スクリーン：1,842席

シネ・リーブル梅田
大阪市北区梅田・梅田スカイビルタワーイースト3階、4階<2000年12月23日開業・2024年4月19日にテアトル梅田（二代目）に改称>
- シアター1：122席
- シアター2：95席
- シアター3：113席（旧 梅田ガーデンシネマ1・2）
- シアター4：113席（旧 梅田ガーデンシネマ1・2）

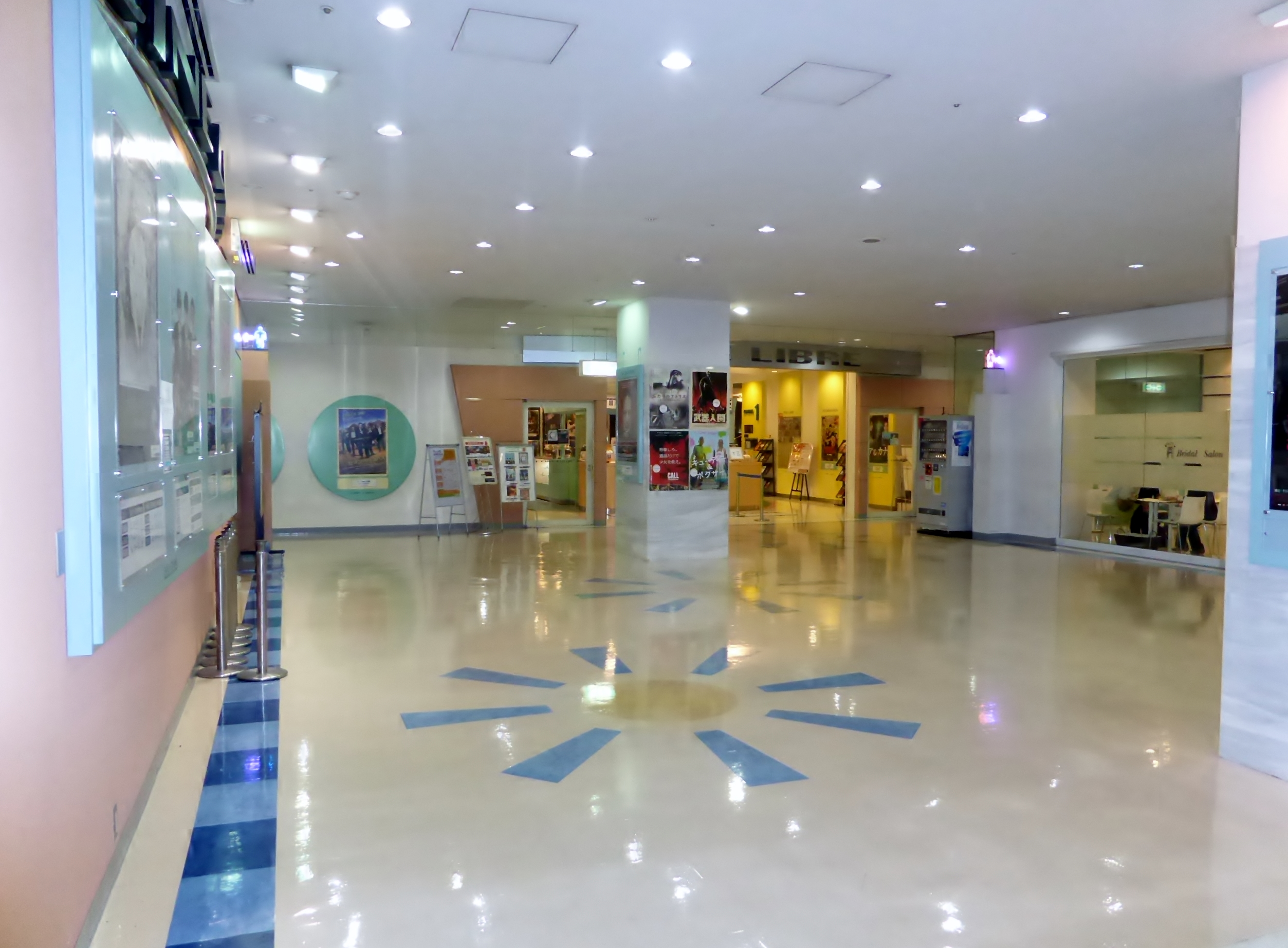
シネ・リーブル梅田（2013年）